# Osmia grinnelli
Osmia grinnelli är en biart som beskrevs av Cockerell 1910. Osmia grinnelli ingår i släktet murarbin, och familjen buksamlarbin. Inga underarter finns listade i Catalogue of Life.